# Geophis occabus
Geophis occabus — вид змій родини полозових (Colubridae). Ендемік Мексики. Описаний у 2011 році.

## Поширення і екологія
Geophis occabus мешкають на заході Південної Сьєрра-Мадре в мексиканському штаті Герреро. Вони живуть в тропічних лісах.